# Лейтенант-губернатор Новой Шотландии
Лейтенант-губернатор Новой Шотландии (англ. Lieutenant Governor of Nova Scotia) — должностное лицо, представитель в Новой Шотландии канадского монарха королевы Елизаветы II, который действует исключительно в пределах провинции, согласно норм и законов канадского федерализма Королевства Содружества. Проживает преимущественно в самой исторически старой части региона. Лейтенант-губернатор Новой Шотландии назначается так же как и другие наместники провинций Канады, генерал-губернатором Канады по рекомендации премьер-министра Канады. Он выполняет большинство конституционных и церемониальных обязанностей монарха.
Действующим 33-м лейтенант-губернатором Новой Шотландии является Артур Джозеф Леблан, занимающий эту должность с 28 июня 2017 года.

## История
Должность лейтенант-губернатора Новой Шотландии возникла в 1786 году, когда правительство Уильяма Питта пришло к выводу о необходимости иметь в ряде канадских провинций управляющих губернаторов. Вместе с Новой Шотландией лейтенант-губернаторы появились в Нью-Брансуике, Квебеке и на острове Принца Эдуарда. Лейтенант-губернаторы получили существенную часть властных полномочий, которые исполняли прежние генерал-губернаторы Канады. Окончательное оформление функционала лейтенант-губернатора Новой Шотландии состоялось в 1867 году, после вступления Новой Шотландии в Канадскую конфедерацию. С тех пор в провинции на этой должности было 30 лейтенант-губернаторов, среди которых были такие деятели, такие как Майра Фриман, первая женщина-лейтенант-губернатор провинции, и Майанн Фрэнсис, первая лейтенант-губернатор афроканадского происхождения. Самый короткий срок на должности лейтенант-губернатора Новой Шотландии был у Джозефа Хоу (три недели в июле 1873 года), а самым длинный срок был у Мэлаки Боуз Дейли (с 1890 по 1900 год).